# Feltiella acerifoliae
Feltiella acerifoliae är en tvåvingeart som först beskrevs av Ephraim Porter Felt 1907.  Feltiella acerifoliae ingår i släktet Feltiella och familjen gallmyggor.
Artens utbredningsområde är New York. Inga underarter finns listade i Catalogue of Life.